# Regierung Peter Pellegrini
Die Regierung Peter Pellegrini bildete vom 22. März 2018 bis zum 21. März 2020 die Regierung der Slowakei.

## Regierungsmitglieder
| Amt                                                                                          | Amtsinhaber | Amtsinhaber                                                      | Partei | Partei    |
| -------------------------------------------------------------------------------------------- | ----------- | ---------------------------------------------------------------- | ------ | --------- |
| Premierminister                                                                              |             | Peter Pellegrini                                                 |        | Smer-SD   |
| Stellvertretender Premierminister für Investitionen und Informatisierung                     |             | Richard Raši                                                     |        | Smer-SD   |
| Stellvertretender Ministerpräsident                                                          |             | Peter Kažimír (bis 11. April 2019)                               |        | Smer-SD   |
| Stellvertretende Ministerpräsidentin Ministerin für Landwirtschaft und ländliche Entwicklung |             | Gabriela Matečná                                                 |        | SNS       |
| Stellvertretender Ministerpräsident Umweltminister                                           |             | László Sólymos (bis 28. Januar 2020)                             |        | Most–Híd  |
| Stellvertretender Ministerpräsident Umweltminister                                           |             | Árpád Érsek (ab 28. Januar 2020)                                 |        | Most–Híd  |
| Finanzminister                                                                               |             | Peter Kažimír (bis 11. April 2019)                               |        | Smer-SD   |
| Finanzminister                                                                               |             | Peter Pellegrini (11. April 2019 bis 7. Mai 2019, kommissarisch) |        | Smer-SD   |
| Finanzminister                                                                               |             | Ladislav Kamenický (ab 7. Mai 2019)                              |        | Smer-SD   |
| Innenminister/in                                                                             |             | Tomáš Drucker (bis 17. April 2018)                               |        | parteilos |
| Innenminister/in                                                                             |             | Denisa Saková (ab 26. April 2018)                                |        | Smer-SD   |
| Justizminister                                                                               |             | Gábor Gál                                                        |        | Most–Híd  |
| Außenminister                                                                                |             | Miroslav Lajčák                                                  |        | parteilos |
| Wirtschaftsminister                                                                          |             | Peter Žiga                                                       |        | Smer-SD   |
| Minister für Verkehr, Bau und regionale Entwicklung                                          |             | Árpád Érsek                                                      |        | Most–Híd  |
| Verteidigungsminister                                                                        |             | Peter Gajdoš                                                     |        | SNS       |
| Minister für Arbeit, Soziales und Familie                                                    |             | Ján Richter                                                      |        | Smer-SD   |
| Ministerin für Bildung, Wissenschaft, Forschung und Sport                                    |             | Martina Lubyová                                                  |        | parteilos |
| Kulturministerin                                                                             |             | Ľubica Laššáková                                                 |        | Smer-SD   |
| Gesundheitsminister/in                                                                       |             | Andrea Kalavská (bis 17. Dezember 2019)                          |        | parteilos |
| Gesundheitsminister/in                                                                       |             | Peter Pellegrini (ab 17. Dezember 2019, kommissarisch)           |        | Smer-SD   |